# Daniel Isberner
Daniel Isberner (* 1985 in Berlin) ist ein deutscher Schriftsteller, der Beiträge zur Science-Fiction-Welt BattleTech verfasst.

## Leben
Isberner wurde in Berlin geboren und studierte in Würzburg. Er lebt mit einer Tochter in Göttingen. 2015 war er Mitbegründer des Selfpublisher-Verband und bis 2017 dessen Geschäftsführer.
Isberner ist Mitglied der Piratenpartei. 2012/13 war er Mitglied des Schiedsgerichts des bayerischen Landesverbands. Bei der Bundestagswahl 2013 war er in Bayern erfolglos Kandidat auf Listenplatz 27.
2016 kandidierte er erfolglos für den Göttinger Stadt- und Kreisrat. Von 2017 bis 2018 war er Vorsitzender des Göttinger Kreisverbands. 2018 war er Zweiter Vorsitzender. Von 2016 bis 2019 war er entsandtes Mitglied der Stadt Göttingen im Aufsichtsrat der Göttinger Verkehrsbetriebe.

## Werk
2013 erschien der erste Roman seiner Science-Fiction-Reihe Schattengalaxis, welche auf eine Trilogie, zwei Novellen und mehrere Kurzgeschichtensammlungen anwuchs. Im Laufe der Jahre erschienen zudem eine Reihe von Fantasy-Kurzgeschichten in verschiedenen Anthologien. 2019 veröffentlichte er das Kinderbuch Mias Gute Nacht Geschichten. 2021 erschien ein zweites Kinderbuch auf Deutsch und Englisch.
Bereits seit 2008 wirkt Isberner als Entwickler und Factchecker am BattleTech-Tabletop mit. Er zeichnet unter anderem für Beiträge in den sogenannten Technical Readouts verantwortlich (intradiegetische Dokumente zu Einheiten und Ausrüstung des Spiels) und ist Mitglied des MUL-Teams, welches sämtliche jemals veröffentlichte Einheiten dokumentiert. Er betreibt außerdem die deutschsprachige BattleTech-Website HPG Station.
2014 veröffentlichte er eine Reihe zusammenhängender Erzählungen im BattleTech-Universum, welche 2015 als exklusiv deutschsprachiger Roman Silent-Reaper-Zyklus beim Lizenznehmer Ulisses Spiele erschienen. Seit September 2020 ist er mehrmals mit Beiträgen im Shrapnel vertreten, dem offiziellen Magazin von BattleTech. 2021 und 2023 erschienen zwei englischsprachige Erzählungen bei Catalyst Game Labs.

## Bibliographie

### Schattengalaxis-Reihe
- Schattengalaxis I – Die letzten Tage. CreateSpace, North Charleston 2013, ISBN 978-3-7309-1154-9.
- Schattengalaxis II – Feuertod. CreateSpace, North Charleston 2013, ISBN 978-3-7309-3595-8.
- Schattengalaxis III – Das letzte Gefecht. CreateSpace, North Charleston 2013, ISBN 978-1-4909-2411-3.
- Schattengalaxis – Projekt Wiederkehr. Books on Demand, Norderstedt 2015, ISBN 978-3-7347-7163-7.
- Schattengalaxis – Trügerischer Frieden. Books on Demand, Norderstedt 2015, ISBN 978-3-7386-1685-9.
- Schattengalaxis – Neue Welten. tolino media, München 2018, ISBN 978-3-7394-0970-2.

### BattleTech (Erzählungen)
- Gejagt – Silent-Reapers-Zyklus. Ulisses Spiele, Waldems 2015, ISBN 978-3-95752-052-4.
- BattleTech: Failings in Teaching. Catalyst Game Labs, Spokane 2021, ISBN 979-8-201-83773-0.
- BattleTech: Lethal Lessons. Catalyst Game Labs, Spokane 2023, ISBN 82-15-93159-6, ISBN 979-8-215-93159-2

### Einzelwerke
- Legenden der Elben – Verbannt. CreateSpace, North Charleston 2014, ISBN 978-1-4973-9624-1.

### Kinderbücher
- Mias Gute Nacht Geschichten. Books on Demand, Norderstedt 2019, ISBN 978-3-7481-1833-6.
- Kleine Grüne Monster – Die Poolparty. tolino media, München 2021, ISBN 978-3-7521-2927-4.
- Little Green Monster – Poolparty. Selbstverlag, Göttingen 2021, ISBN 979-8-5973-4585-7.

### Sachbücher
- Der Weg zum eigenen Buch: Informationen, Tipps und Tricks für Selfpublisher. BookRix, München 2019, ISBN 978-3-7396-2622-2.